# Ezio Coppa
Ezio Coppa (Ponza, 24 febbraio 1898 – Napoli, 26 luglio 1969) è stato un medico e politico italiano.
È stato deputato all'Assemblea Costituente, e deputato alla Camera nella I legislatura.

## Biografia
Docente di Medicina del lavoro all'Università degli studi di Napoli.
Fu tra i Soci fondatori dell'ANSI Associazione Nazionale Scuola Italiana il 10 dicembre 1946 (Ente Morale nel 1949, G.U. n.114 del 18 maggio 1949).
Dal 10 maggio 1948 fino al 13 febbraio 1953 fu vicepresidente del Partito Nazionale Monarchico.

## Pubblicazioni
- Coppa,Dr.Ezio, Su la morbilità delle classi operaie in dipendenza della professione esercitata, in International Labour Review , vol. 13, 1926; Reprint from Rassegna della Previdenza Sociale, No. 10, October 1925, Rome
- Atti dell'8. Congresso nazionale di medicina del lavoro: Napoli, 10-13 ottobre 1929, a. VII. Parte II. Compilati per cura di Giuseppe Ajello, Scipione Caccuri, Ezio Coppa, A. Cardani, Milano, 1930
- Le malattie respiratorie da polveri:Anatomia patolologica e Clinica. Relazione al IX Congresso di medicina del lavoro. Roma, 16-17 ottobre 1930, a. VIII, A. Cardani, Milano, 1930
- Calcificazione delle vie biliari in un cirrotico, Tip. ed. Pansini, Napoli, 1939
- Sul pneumoperitoneo diagnostico per la localizzazione del Tumor Abdominis,Amm.del giornale "Il Policlinico", Roma, 1939
- Coppa,E., Il concorso di minorazioni multiple nella valutazione del danno in infortunistica, in Acta medicinae legalis et socialis,vol.1-5, International Academy of Legal Medicine and Social Medicine , 1954